# Хань Яцинь
Хань Яцинь (кит. упр. 韓亞琴; род. 18 августа 1963, неизвестно) — китайская гребчиха, выступавшая за сборную Китая по академической гребле во второй половине 1980-х годов. Бронзовая призёрка летних Олимпийских игр в Сеуле, участница многих регат национального и международного значения.

## Биография
Хань Яцинь родилась 18 августа 1963 года.
Дебютировала в гребле на взрослом международном уровне в сезоне 1985 года, когда вошла в основной состав китайской национальной сборной и выступила на чемпионате мира в Хазевинкеле. Попасть здесь в число призёров не смогла, в зачёте женских парных четвёрок сумела квалифицироваться лишь в утешительный финал B и расположилась в итоговом протоколе соревнований на десятой строке.
Благодаря череде удачных выступлений удостоилась права защищать честь страны на летних Олимпийских играх 1988 года в Сеуле. В составе экипажа-восьмёрки, куда также вошли гребчихи Ян Сяо, Чжан Яли, Хэ Яньвэнь, Чжоу Сюхуа, Чжоу Шоуин, Ху Ядун, Чжан Сянхуа и рулевая Ли Жунхуа, в решающем финальном заезде пришла к финишу третьей позади экипажей из Восточной Германии и Румынии — тем самым завоевала бронзовую олимпийскую медаль.
После сеульской Олимпиады Хань больше не показывала сколько-нибудь значимых результатов в академической гребле на международной арене.